# Maderas de Oriente
Maderas de Oriente fou una colònia fabricada per l'empresa Myrurgia des del 1918. L'empresa, propietat de l'artista i empresari Esteve Monegal i Prat, destacà pel bon gust i disseny dels seus productes, com és el cas de l'envàs de la colònia Maderas de Oriente, dissenyat pel mateix Monegal amb disseny gràfic d'Eduard Jener González i que amb el temps ha esdevingut una tota una icona de l'art-déco. Tant és així que és considerat una peça de museu i exemplars del flascó formen part de la col·lecció permanent del Museu de les Arts Decoratives, del Disseny Hub Barcelona, i del Museu Nacional d'Art de Catalunya L'empresa va fer altres dissenys de perfums de referència com Perfume Alado o Suspiro de Granada

## Història
Myrurgia, indústria de perfums barcelonina dirigida per Esteve Monegal, va crear el 1916, influïda per l'orientalisme que el món de la moda i els perfums imposaven a principis del segle xx, l'essència Maderas de Oriente. Però l'èxit i el prestigi que va assolir més tard la casa Myrurgia procedeixen més aviat del nou flascó de Maderas de Oriente concebut el 1929 pel mateix Esteve Monegal i amb disseny gràfic d'Eduard Jener i González.
El nou disseny de Maderas de Oriente és un clar exponent de l'estil art-déco, que es va imposar a partir de l'Exposició d'Arts decoratives celebrada a París el 1925 i on, de fet, Myrurgia va obtenir la Medalla d'Or per la colònia 1916, que evocava l'any de fundació de l'empresa.

## Flascó
Aquest flascó de Maderas de Oriente és una de les millors creacions de la marca. La silueta esglaonada de l'ampolla i el tap respon a l'estil característic de l'art-déco. D'altra banda, a diferència dels que existien en aquell moment, el flascó, creat per Esteve Monegal és alt i pla, i porta el nom de l'empresa estampat en relleu a la base.
En canvi, l'etiqueta que és dissenyada per Eduard Jener, en col·laboració amb el seu pare Eduard Jener Casellas, i l'estilitzada silueta que s'inspira en el mateix flascó, reprèn les evocacions orientalistes. A més la combinació de colors daurat, negre, blau i ocre, alhora que realça el producte, hi imprimeix el segell de distinció que tant ha caracteritzat Myrurgia.
La nova presentació de la línia Maderas de Oriente, un dels dissenys més emblemàtics de l'art-déco, no obtingué gaire bona acollida al mercat d'Amèrica Llatina, i això va obligar a col·locar-hi una altra etiqueta, de tema orientalista però de línies menys modernes. La difusió del producte va comptar amb anuncis publicitaris, on es recuperava el dibuix de trets simples i airosos creat per Eduard Jener, amb eslògans en la redacció dels quals havia intervingut el mateix Monegal.

## Presència a Museus
El flascó és considerat una peca de col·leccionisme i és present a diversos fons, entre els quals destaquen el Museu de les Arts Decoratives, que forma part del Museu del Disseny de Barcelona, i el MNAC. Fins i tot apareix com a pregunta en algunes proves d'accés a la universitat.